# Stüber

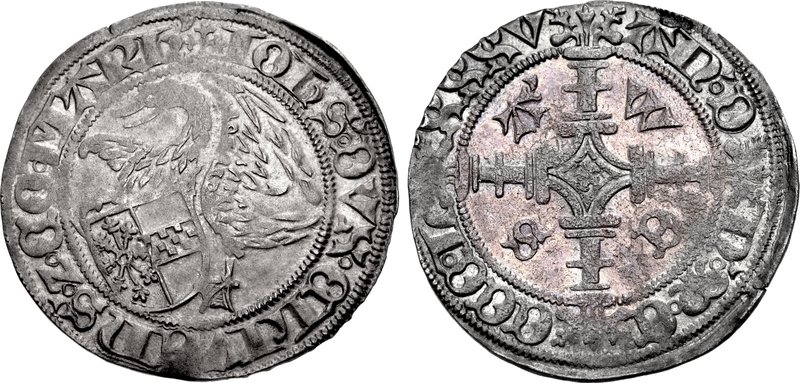
Schwanenstüber von 1485, Herzogtum Kleve

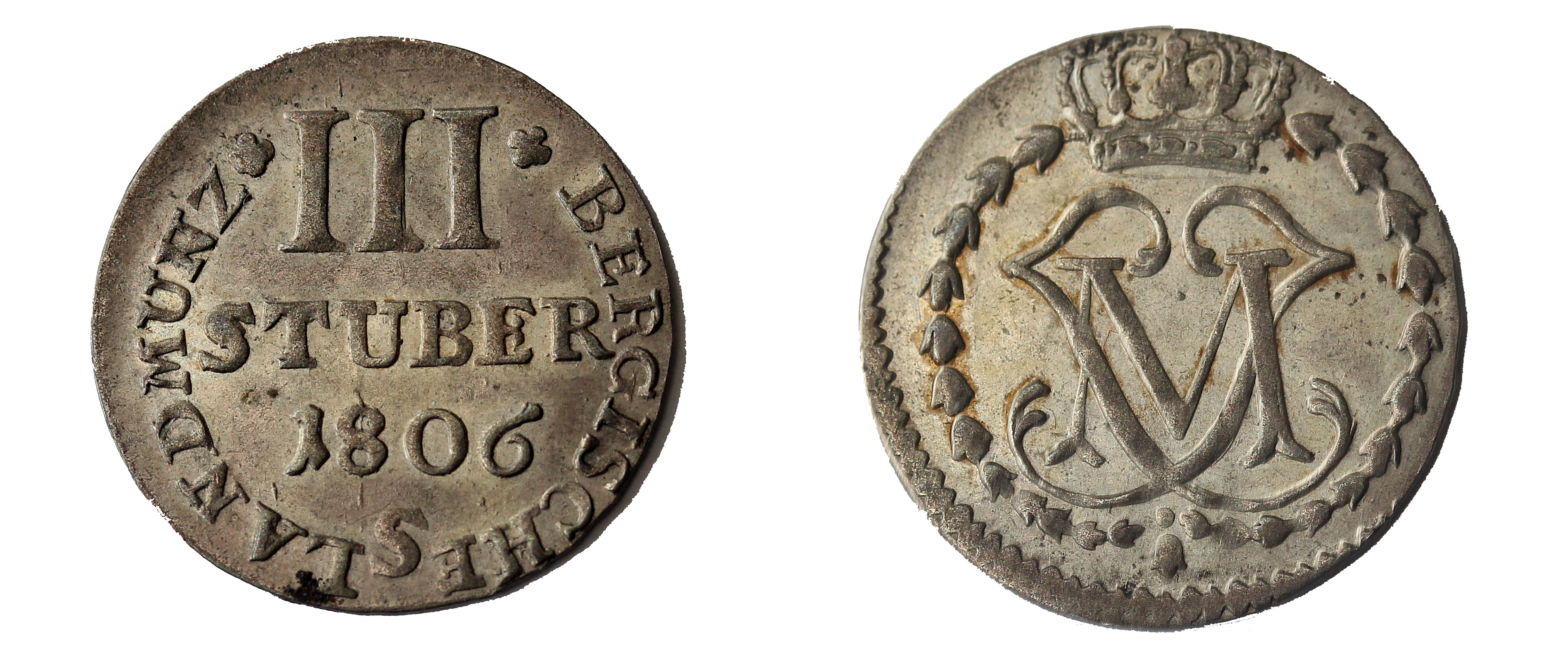
3 Stüber. Herzogtum Berg (1806)

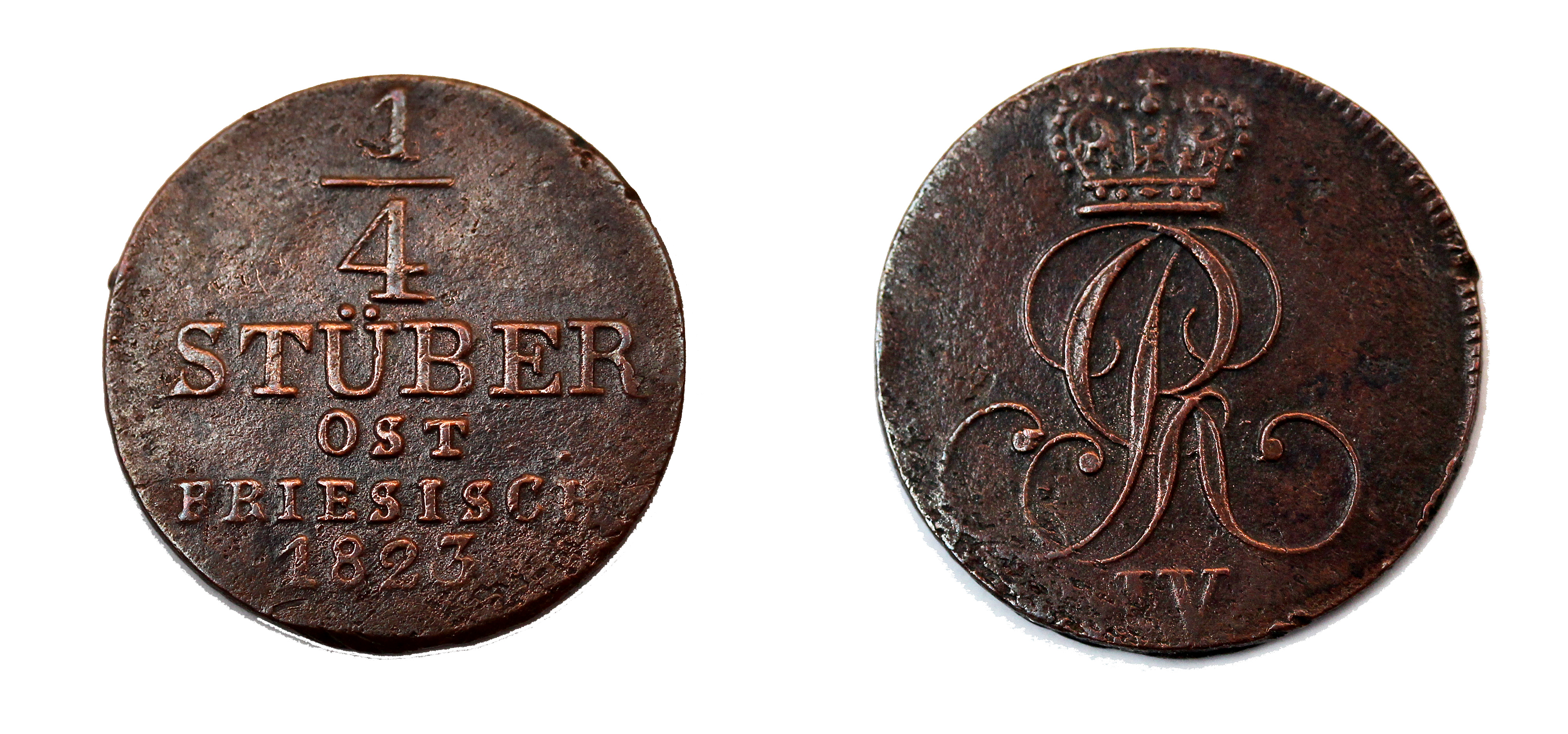
Stüber. Hannover für Ostfriesland (1823)

Stüber (Abkürzung: stbr.) oder Stüver ist die Bezeichnung für Kleingroschenmünzen, die im Nordwesten Deutschlands (also besonders in den Territorien des heutigen Nordrhein-Westfalen sowie in Ostfriesland) etwa vom ausgehenden 15. Jahrhundert bis zum Anfang des 19. Jahrhunderts geprägt wurden.
Am Niederrhein hatten diese Münzen meist einen Wert von 1 1⁄3 Albus oder 16 Heller, in Kleve 21 Heller. Der Rechnungstaler entsprach 60 Stüber.  Es handelte sich dabei um Nachprägungen einer ursprünglich niederländischen Münze, des Stuiver (bis 1815). 20 Stuiver galten einen Gulden, und so wurde in den Niederlanden das 5-Cent-Stück noch bis zur Einführung des Euro als Stuiver bezeichnet.
Hervorgegangen war der Stüber aus dem vierlander, den Philipp III. ab 1434 als gemeinsames Nominal für Brabant, Flandern, Holland und den Hennegau im Wert von 1⁄20 Gulden prägen ließ. Er entsprach 3 Brabanter Plakken, 2 Flämischen Groten, 16 Holländischen Pfennigen oder 1 Artesischen Schilling.
Der Name „Stuiver“ leitet sich vom niederländischen stuiven (Funken „stieben“) ab, da auf frühen flämischen Stuivern „funkensprühende Feuersteine der Kette des goldenen Vlieses“ abgebildet waren.
Der Name Stüber war auch als Teileinheit des 1924 neu eingeführten österreichischen Schillings im Gespräch; letztlich wurde aber die Bezeichnung Groschen gewählt.